# Hokus-focus-flits
 Hokus-focus-flits  is een verhaal uit de Belgische stripreeks Piet Pienter en Bert Bibber van Pom.
Het verhaal verscheen voor het eerst in Gazet Van Antwerpen van 19 augustus 1976 tot 3 december 1976 en als nummer 32 in de reeks bij De Vlijt.

## Personages
- Susan
- Bert Bibber
- Piet Pienter
- Professor Kumulus
- J.F. Botterik

## Albumversies
Hokus-focus-flits verscheen in 1976 als album 32 bij uitgeverij De Vlijt. In 1995 gaf uitgeverij De Standaard het album opnieuw uit.